# Флавій Тавр (консул 361 року)
Флавій Тавр (*Flavius Taurus, д/н — після 390) — державний діяч пізньої Римської імперії.

## Життєпис
Походження достеменно невідомо, походив з селян або торгівців. Втім був достатньо заможним, щоб здобути ґрунтовну освіту. Він почав свою кар'єру з посади нотарія. Близько 345 року отримав посаду коміта.
У 351 році брав участь в трибуналі на Сірмійському соборі, де було засуджено вчення єпископа Фотіна, а його самого відправлено у заслання. У 354 році призначається квестором священного палацу. За словами Амміана Марцелліна Тавр в Константинополі зухвало проїхав повз цезара Констанція Галла, не привітавши його. За цим попрямував до вірменії, проте з якою саме метою невідомо (влаштувати шлюб між Олімпіадою, донькою префекта преторія Флавія Аблабія, і Аршаком II, царем Великої Вірменії, чи укласти з останнім союз проти держави Сасанідів). Невдовзі Тавр був зведений в ранг патрикія.
У 355—361 роках був преторіанським префектом Італії та Африки. У 359 році Тавр був відповідальним за організацію Арімінського собору. Він відправив своїх підлеглих всіма західними провінціям, зібравши близько 400 єпископів. Констанцій II надав Тавре вказівку не розпускати собор до тих пір, поки всі єпископи не підпишуть символ віри. Префект подбав про те, щоб рішення єпископів, присутніх на соборі, відповідали волі імператора, а також був відповідальним за перевезення єпископів додому після закінчення собору.
У 361 році призначається консулом (разом з Флавієм Флоренцієм). Після звісток про заколот цезаря Юліана імператор Констанцій II наказав йому збирати харчі в Коттійських Альпах. Проте швидкий рух військ Юліана змусив Тавра відступити до Іллірику, де з'єднався з Флоренцієм. За цим після обидва приєдналися до Констанція II. Після раптової смерті останнього й переходу влади до Юліана опинився під судом Халкидонської комісії. За її рішення Тавра було відправлено у заслання до Верцелл. 363 року після смерті Юліана зміг повернутися до Константинополя.
Про подальшу державну діяльність відсутні відомості. Помер десь у 390-х роках.

## Родина
- Армоній (д/н — 391)
- Флавій Цезарій, консул 397 року
- Флавій Авреліан, консул 400 року